# 조제, 호랑이 그리고 물고기들 (2020년 영화)
《조제, 호랑이 그리고 물고기들》(일본어: ジョゼと虎と魚たち)는 2020년 공개된 일본의 애니메이션 영화이다.

## 출연
- 나카가와 타이시 - 스즈카와 쓰네오 역
- 키요하라 카야 - 야마무라 구미코(=조제) 역
- 미야모토 유메 - 니노미야 마이 역
- 오키츠 카즈유키 - 마쓰우라 하야토 역
- Lynn - 기시모토 가나 역
- 마츠테라 치에미 - 야마무라 치즈[1] 역
- 카와니시 켄고 - 유키치[2] 역
- 오바나 칸지 - 곤도 교수 역
- 모리야마 신타로 - 니시다 점장 역
- 리리 - 역무원 역
- 테라소마 마사키 - 의사 역

### 우리말 녹음
- 장민혁: 스즈카와 쓰네오
- 이새벽: 야마무라 구미코(=조제)
- 김옥경: 야마무라 치즈
- 김한나: 니노미야 마이
- 김용: 마쓰우라 하야토
- 이보용: 기시모토 가나
- 정성원

## 수입
- 에이원엔터테인먼트
- 팝엔터테인먼트(재개봉)
- 차이나 필름 그룹

## 다른 매체
만화는 에모토 나오(絵本奈央)가 잡지 《다빈치》에 2020년 2월호부터 11월호까지 연재했다. 〈조제, 호랑이 그리고 물고기들〉 제작위원회가 감수를 맡았다. 단행본으로는 KADOKAWA에서 전 2권으로 나왔으며, 우리말 번역본은 소미미디어에서 2021년 4월에 전 2권이 같이 나왔다.

## 참고 사항
- 2003년에 개봉하여 큰 호평을 받았던 영화 조제, 호랑이 그리고 물고기들과는 스토리나 장르, 분위기, 연출, 등장인물의 성격이나 설정 등이 크게 다르다. 사실상 영화의 제목과 등장인물들의 이름, 핵심적인 몇몇 설정과 도구만 같고 이것 외 에는 아예 다른 영화라고 봐야한다.[3] 작중 배경 연도에 대한 언급은 없지만, 소설 원작이나 2003년 영화와는 다르게 2020년이 배경인 듯 하며, 몇몇 설정도 그에 맞게 현대화되었다.[4] 또 원작 소설이나 실사 영화와 달리 애니메이션은 전체관람가 등급에 맞추어 성적인 묘사가 생략되었다.